# William Slade (kötélhúzó)
William Slade (Egyesült Királyság, Buckinghamshire, Weedon, 1873. május 11. – 1941. szeptember 30.) olimpiai bronzérmes brit kötélhúzó.
Az 1908. évi nyári olimpiai játékokon indult kötélhúzásban brit színekben. A Metropolitan Police "K" Division csapatában szerepelt. Rajtuk kívül még kettő brit rendőrségi csapat és két ország indult (amerikaiak és svédek). A verseny egyenes kiesésben zajlott. Először a londoni rendőröktől kaptak ki, majd a bronzmérkőzésen a svédeket verték.